# Prix Albany
Le Albany Medical Center Prize (également appelé Prix Albany) est un prix scientifique décerné chaque année depuis 2001 par l'Albany Medical Center de l' université d'État de New York à Albany pour honorer des recherches médicales et biomédicales exceptionnelles des 10 à 25 dernières années.
Avec une dotation de 500 000 $, il est le prix médical le plus élevé aux États-Unis après le Breakthrough Prize in Life Sciences et le quatrième plus important au monde après ce dernier, le prix Nobel de physiologie ou médecine et le prix Shaw de médecine. Il a été fondé par Morris Silverman (1912-2006). Un don de 50 millions de dollars de la fondation Marty et Dorothy Silverman à l'Albany Medical Center permettra de décerner le prix chaque année pendant 100 ans.

## Lauréats
- 2001 Arnold J.Levine
- 2002 Anthony Fauci
- 2003 Michael Stuart Brown (prix Nobel de physiologie ou médecine 1985), Joseph L. Goldstein (prix Nobel de physiologie ou médecine 1985)
- 2004 Stanley Norman Cohen, Herbert W. Boyer
- 2005 Robert Langer
- 2006 Seymour Benzer
- 2007 Robert Lefkowitz (prix Nobel de chimie 2012), Solomon H. Snyder, Ronald M. Evans
- 2008 Joan A. Steitz, Elizabeth Blackburn (prix Nobel de physiologie ou médecine 2009)
- 2009 Bruce Beutler (prix Nobel de physiologie ou médecine 2011), Charles Dinarello, Ralph M. Steinman (prix Nobel de physiologie ou médecine 2011)
- 2010 David Botstein, Francis Collins, Eric Lander
- 2011 Elaine Fuchs, James A. Thomson, Shinya Yamanaka (prix Nobel de physiologie ou médecine 2012)
- 2012 James Darnell, Robert Roeder
- 2013 Brian Druker, Peter C. Nowell, Janet Rowley
- 2014 Alexander Varshavsky
- 2015 Karl Deisseroth, Xiaoliang Xie
- 2016 Franz-Ulrich Hartl, Arthur Horwich, Susan Lindquist
- 2017 Emmanuelle Charpentier (prix Nobel de chimie 2020), Jennifer Doudna (prix Nobel de chimie 2020), Luciano Marraffini, Francisco Mojica, Feng Zhang
- 2018 James Allison (prix Nobel de physiologie ou médecine 2018), Carl June, Steven A. Rosenberg
- 2019 Bert Vogelstein, Irving L. Weissman
- Pas de prix en 2020 en raison du Covid-19
- 2021 Barney Graham, Katalin Karikó, Drew Weissman
- 2022 Charles David Allis, Michael Grunstein
- 2023 Bonnie Bassler, Jeffrey I. Gordon, Dennis L. Kasper (en)[1].
- 2024: Howard Y. Chang (en), Adrian R. Krainer (en), Lynne Maquat[2]